# Liste der Kulturdenkmale in Berlin-Konradshöhe

Lage von Konradshöhe in Berlin

In der Liste der Kulturdenkmale von Konradshöhe sind die Kulturdenkmale des Berliner Ortsteils Konradshöhe im Bezirk Reinickendorf aufgeführt.

## Denkmalbereiche (Gesamtanlagen)
| Nr.      | Lage                          | Offizielle Bezeichnung | Bestandteile / Beschreibung      | Bild |
| -------- | ----------------------------- | ---------------------- | -------------------------------- | ---- |
| 09011968 | Friederikestraße 20A–B (Lage) | Wohn- und Bootshaus    | 1930–1932 von Richard Schimmeyer |      |
| 09011968 | Friederikestraße 20A–B (Lage) | Wohn- und Bootshaus    | Bootshaus                        |      |

## Baudenkmale
| Nr.      | Lage                                                                                    | Offizielle Bezeichnung                                     | Beschreibung | Bild                      |
| -------- | --------------------------------------------------------------------------------------- | ---------------------------------------------------------- | --- | ------------------------- |
| 09011794 | Am Krähenberg 8 (Lage)                                                                  | Wohnhaus                                                   | 1934 von der Baugesellschaft für Eigenheime mbH |                           |
| 09011795 | Am Krähenberg 43A (Lage)                                                                | Wohnhaus                                                   | 1936 von Artur Teske |                           |
| 09011796 | Am Krähenberg 45 (Lage)                                                                 | Wohnhaus                                                   | 1934 von Paul Poser |                           |
| 09011796 | Am Krähenberg 45 (Lage)                                                                 | Wohnhaus                                                   | Bootssteg |                           |
| 09011827 | Beatestraße 41 (Lage)                                                                   | Wohnhaus (Altenheim)                                       | 1900–1901 von Friedrich Schmidt, Umbau mit Wohnungsanbau, 1959 von Heinz Schudnagies                                                               |                           |
| 09011933 | Eichelhäherstraße 19 Baummardersteig 2/14 Falkenhorststraße Nußhöherstraße 54/56 (Lage) | Katholisches Haus Konradshöhe                              | Erziehungsheim, F. Lentz von 1906 |                           |
| 09011933 | Eichelhäherstraße 19 Baummardersteig 2/14 Falkenhorststraße Nußhöherstraße 54/56 (Lage) | Katholisches Haus Konradshöhe                              | Kapelle, 1929–1930 von Felix Halbach |                           |
| 09011947 | Falkenhorststraße 17–20 (Lage)                                                          | Villa Bonte                                                | Wohnhaus, 1894 von Adolf Müller |                           |
| 09011947 | Falkenhorststraße 17–20 (Lage)                                                          | Villa Bonte                                                | Gärtnerhaus |                           |
| 09011948 | Falkenplatz 7 (Lage)                                                                    | Wohnhaus                                                   | 1929–1930 von Felix Halbach |                           |
| 09012135 | Luisenstraße 21–22 (Lage)                                                               | Schulhaus                                                  | 1904–1905 von August Conrad |                           |
| 09012224 | Ottilienweg 7 (Lage)                                                                    | Wohnhaus                                                   | 1906–1907 von August Conrad |                           |
| 09012293 | Rohrweihstraße 41 (Lage)                                                                | Villa Klein                                                | 1894 von Ernst Wilski |                           |
| 09012293 | Rohrweihstraße 41 (Lage)                                                                | Villa Klein                                                | Remise |                           |
| 09012325 | Scharfenberger Straße 26E (Lage)                                                        | Sommersaal zum ehemaligen Restaurant Seegarten (Tegelort)  | 1902 von August Conrad, Wegegestaltung zur Seeterrasse. Erhalten sind nur noch die Seefront sowie die Ruine der Terrasse                           |                           |
| 09012325 | Scharfenberger Straße 26E (Lage)                                                        | Sommersaal zum ehemaligen Restaurant Seegarten (Tegelort)  | Seefront (Kaimauer) |                           |
| 09012325 | Scharfenberger Straße 26E (Lage)                                                        | Denkmalverlust: Tanzsaal, Gaststätte & Wohnhaus und Buffet | Gaststätte & Wohnhaus: 1872, Tanzsaal 1869 und Buffet 1876/1900 von Carl Berger, dem Verfall preisgegeben, Ruinen wurden schlussendlich abgetragen |                           |
| 09012326 | Scharfenberger Straße 41 (Lage)                                                         | Terrassen am See                                           | Wohnhaus 1879, Erweiterung zum Restaurationsbetrieb, 1893 von Hermann Engelke                                                                      |                           |
| 09012326 | Scharfenberger Straße 41 (Lage)                                                         | Terrassen am See                                           | Tanzsaalanbau, 1896 von A. Müller |                           |
| 09012326 | Scharfenberger Straße 41 (Lage)                                                         | Terrassen am See                                           | Holzveranda, 1925 von Richard Schimmeyer |                           |
| 09012355 | Schwarzspechtweg 1/3 (Lage)                                                             | Ev. Jesus-Christus-Kirche mit Pfarrhaus                    | 1937–1938 von Otto Kuhlmann | Ev. Jesus-Christus-Kirche |
| 09012355 | Schwarzspechtweg 1/3 (Lage)                                                             | Ev. Jesus-Christus-Kirche mit Pfarrhaus                    | Kircheninnenraum |                           |

## Ehemalige Denkmale
| Nr.         | Lage                                      | Offizielle Bezeichnung   | Beschreibung                                                     | Bild |
| ----------- | ----------------------------------------- | ------------------------ | ---------------------------------------------------------------- | ---- |
| (unbekannt) | Rohrweihstraße 21 Sperberstraße 36 (Lage) | Wohnhaus (Allkupferhaus) | 1932 von der Hirsch-Kupfer-Messingwerke AG; nach 2001 abgerissen |      |
| (unbekannt) | Sperberstraße 41 (Lage)                   | Wohnhaus (Holzhaus)      | 1922 von Gustav Müller; vor 2001 abgerissen                      |      |